# جوي موريس
جوي موريس (بالإنجليزية: Joy Morris)‏ (مواليد 1970) هي عالمة رياضيات كندية اشتمل بحثها على نظرية الزمر ونظرية المخططات والصلات بين الاثنين من خلال مخطط كايلي. وهي مهتمة أيضًا بتعليم الرياضيات، وألفت مرجعين للرياضيات الجامعيين مفتوحين الوصول، وتشرف على برنامج يقدم فيه طلاب تعليم الرياضيات بالجامعة خدمة دروس الرياضيات لأولياء أمور طلاب المدارس المتوسطة. هي أستاذة الرياضيات في جامعة ليثبريدج.

## التعليم والمسار المهني
چوي موريس منشأها في تورونتو، أونتاريو. كان كلا والديها حاصلين على درجة الدكتوراه. كانت هي الأصغر بين أطفالهم الأربعة، وحصلت أحد أشقاءها أيضًا على درجة الدكتوراه . تلقت تعليمها من خلال برامج التعليم البديل وبرامج تعليم الموهوبين في نظام المدارس العامة في تورونتو.  تخرجت من جامعة ترينت في عام 1992 بتخصص مزدوج في الرياضيات واللغة الإنجليزية، وحصلت على مرتبة الشرف في السنة الرابعة في الرياضيات من خلال مشروع بحثي صيفي مع بريان ألسباش في جامعة سايمون فريزر.
التحقت بالدراسات العليا مباشرة بعد التخرج، واستمرت في العمل مع ألسباش في جامعة سايمون فريزر، وأكملت الدكتوراه في عام 2000 مع أطروحة حول «تماثل مخططات كايلي». انضمت چوي موريس إلى هيئة التدريس في ليثبريدج في عام 2000، وتمت ترقيتها إلى درجة أستاذ عام 2015. اعتبارًا من عام 2017، كان تعمل في منصبها كأستاذ في جامعة ليثبريدج لنصف الوقت.

## تعليم الرياضيات
في عام 2017، بعدما علمت چوي بالتجارب المحبطة لوالدي أصدقاء ابنتها في المدرسة الإعدادية، أسست موريس مركزًا لتعليم الرياضيات من خلال جامعة ليثبريدج، حيث يقوم فيه الطلاب في ليثبريدج بتدريس أولياء الأمور في المدارس المتوسطة حول الرياضيات التي يدرسها أبناءهم. وكانوا يقدمون أنشطة تعليمية للآباء ليقوموا بها مع أطفالهم. كان البرنامج ناجحًا واستمر في السنوات اللاحقة.

## اسهامات أخرى
كتبت چوي موريس كتابين دراسيين مفتوحين المصدر في الرياضيات لطلاب المرحلة الجامعية الأولى في ليثبريدج. هم :
- Proofs and Concepts: the fundamentals of abstract mathematics (with Dave Witte Morris, 2013)[7]
- Combinatorics: an upper-level introductory course in enumeration, graph theory, and design theory (2017)[8]

## وصلات خارجية
- جوي موريس على موقع cs.uleth.ca
- الأوراق البحثية على scholar.google